# Carduus nigrescens
Espèce
Carduus nigrescens, le Chardon noirâtre ou Chardon noircissant, est une espèce de plante herbacée méditerranéenne de la famille des Astéracées.

## Liste des sous-espèces et variétés
Selon The Plant List (3 mars 2014) :
- sous-espèce Carduus nigrescens subsp. australis (Nyman) Greuter ;
- sous-espèce Carduus nigrescens subsp. vivariensis (Jord.) Bonnier & Layens.

Selon Tropicos (3 mars 2014) (Attention liste brute contenant possiblement des synonymes) :
- sous-espèce Carduus nigrescens subsp. assoi Willk ;
- sous-espèce Carduus nigrescens subsp. hispanicus (Franco) O. Bolòs & Vigo ;
- variété Carduus nigrescens var. assoi (Willk.) O. Bolòs & Vigo.